# شهرستان مندی‌قره
شهرستان مندی‌قره (به قزاقی: Меңдіқара ауданы، مەڭدىقارا اۋدانى) یک شهرستان در قزاقستان است که در استان قوستانای واقع شده‌است. شهرستان مندی‌قره ۳۰٬۴۹۰ نفر جمعیت دارد.